# Микич, Никола
Ни́кола Ми́кич (серб. Никола Микић / Nikola Mikić; 13 сентября 1985, Кралево, СФРЮ) — сербский футболист, правый защитник клуба «Манисаспор».

## Карьера
Начинал карьеру в команде «Милиционар», спонсируемой МВД Сербии и Черногории. Далее играл в любительской команде «Посавски Венац», а затем провёл несколько сезоно в «Радничках» из Ниша и «Напредаке» из Крушеваца.
В 2010 году перешёл в «Црвену Звезду», в том же году дебютировал в еврокубках. Был заявлен под 14 номером на матчи третьего раунда, но на поле не вышел ни разу, а «Црвена Звезда» проиграла словацкому «Словану».

## Достижения
- Обладатель Кубка Сербии (1): 2011/12